# Över-Dalsjön
Över-Dalsjön är en sjö i Bergs kommun i Härjedalen och ingår i Ljungans huvudavrinningsområde. Sjön har en area på 0,601 kvadratkilometer och ligger 624 meter över havet. Sjön avvattnas av vattendraget Skärkan (Öjönån).

## Delavrinningsområde
Över-Dalsjön ingår i det delavrinningsområde (696787-135148) som SMHI kallar för Utloppet av Över-Dalsjön. Medelhöjden är 692 meter över havet och ytan är 3,39 kvadratkilometer. Räknas de 43 avrinningsområdena uppströms in blir den ackumulerade arean 225,76 kvadratkilometer. Skärkan (Öjönån) som avvattnar avrinningsområdet har biflödesordning 2, vilket innebär att vattnet flödar genom totalt 2 vattendrag innan det når havet efter 326 kilometer. Avrinningsområdet består mestadels av skog (82 procent). Avrinningsområdet har 0,61 kvadratkilometer vattenytor vilket ger det en sjöprocent på 17,9 procent.